# Kopciowie herbu Kroje odmienne

herb Kroje (odm.)

herb Lubicz

Kopciowie (Kopeć) – polski ród szlachecki pochodzenia litewskiego, pieczętujący się herbem Kroje (odm.), znany od XV wieku.
Protoplastą rodu był Kopot (Kopeć), pisarz Kazimierza Jagiellończyka w latach 1447–1452. Rodzina Kopciów podzieliła się już w XV wieku na dwie gałęzie. Przedstawiciele jednej zamieszkiwali w granicach późniejszego województwa smoleńskiego, a drugiej – w granicach późniejszego województwa witebskiego. Kopciowie, obdarzani przywilejami przez kolejnych władców z dynastii Jagiellonów, doszli do dużego znaczenia i bogactwa, uzyskując status rodu senatorskiego, który pozwolił im na zawieranie prestiżowych mariaży w obrębie kniaziów litewsko-ruskich oraz polskiej magnaterii. Ród wygasł w XVIII wieku.
Oprócz wyżej wymienionych rodzimi heraldycy wyróżniali także Kopciów z Powiatu pińskiego, którzy pieczętowali się herbem Lubicz i do których mieli należeć przodkowie brygadiera Józefa Kopcia. Mimo tego zarówno Józef Kopeć, jak i inni przedstawiciele tych Kopciów legitymowali się ze szlachectwa staropolskiego w zaborze rosyjskim, podając za swój herb Kroje. Ostatnio badania nad rodem/rodami Kopciów prowadził Adam Pszczółkowski, który wyraził pogląd, że mieszkających w różnych powiatach Wielkiego Księstwa Litewskiego kilku rodzin szlacheckich o nazwisku Kopeć nie sposób powiązać genealogicznie z Kopciami senatorskimi.
Potomkiem w prostej linii ww. Józefa Kopcia był lekarz weterynarii Mieczysław Kopeć, założyciel i wieloletni prezes wrocławskiego oddziału Związku Szlachty Polskiej.

## Członkowie rodu
- Łukasz Kopeć (zm. 1621) – dworzanin królewski, podkomorzy brzeskolitewski, kasztelan brzeski
- Aleksander Kopeć (zm. 1641) – marszałek lidzki, kasztelan brzeskolitewski
- Bazyli Kopeć (1575-1636) – kasztelan nowogródzki, podkomorzy brzeskolitewski, starosta ożski i przełomski
- Jan Karol Kopeć (zm. 1680/81) – wojewoda połocki, kasztelan trocki, podstoli wielki litewski, cześnik wielki litewski, starosta jurborski, nowowolski, wierzbołowski
- Józef Kopeć (1762-1833) – polski oficer zesłany na Syberię, etnograf, badacz, pamiętnikarz
- Feliks Kopeć (1894-1940) – podpułkownik kawalerii Wojska Polskiego, kawaler Orderu Wirtuti Militari, ofiara zbrodni katyńskiej